# 都寧郡
都寧郡是唐代瀘州都督府所屬的一個羈縻郡，其轄地在今四川省瀘州市所屬瀘縣、江安縣、合江縣一帶地方，是唐代招撫當地土著所設置的州縣，一般由其頭人任郡官。